# Duocilindru

Proiecție stereografică a crestei duocilindrului. Creasta se rotește în jurul planului XW.

În geometrie duocilindrul este o figură geometrică cvadridimensională din spațiul euclidian, definit ca produsul cartezian a două discuri cu razele respective r1 și r2:
{\displaystyle D=\left\{(x,y,z,w)\mid x^{2}+y^{2}\leq r_{1}^{2},\ z^{2}+w^{2}\leq r_{2}^{2}\right\}}
Este analogul unui cilindru tridimensional, care este produsul cartezian al unui disc cu un segment. Dar, spre deosebire de cilindru, ambele hipersuprafețe ale unui duocilindru regulat sunt congruente.

## Geometrie

### Varietăți tridimensionale care-l mărginesc
Duocilindrul este mărginit de două varietăți tridimensionale perpendiculare cu suprafețe în formă de tor, descrise prin formulele:
{\displaystyle x^{2}+y^{2}=r_{1}^{2},z^{2}+w^{2}\leq r_{2}^{2}}
și
{\displaystyle z^{2}+w^{2}=r_{2}^{2},x^{2}+y^{2}\leq r_{1}^{2}.}
Duocilindrul este numit așa deoarece aceste două varietăți tridimensionale pot fi considerate ca fiind cilindri „îndoiți” în spațiul cvadridimensional, astfel încât să formeze bucle închise în XY și ZW. Duocilindrul are simetrie de rotație în ambele aceste plane.
Un duocilindru regulat constă din două celule congruente, o față pătrată a torului plat (creasta), zero laturi și zero vârfuri.

### Creasta
Creasta duocilindrului este varietatea bidimensională care mărginește cele două celule în formă de tor. Are forma unui tor Clifford, care este produsul cartezian a două cercuri. Intuitiv, poate fi construită după cum urmează: se rulează un dreptunghi bidimensional într-un cilindru, astfel încât laturile sale de sus și de jos să se întâlnească. Apoi se rulează cilindrul în planul perpendicular pe hiperplanul tridimensional în care se află cilindrul, astfel încât cele două capete circulare ale acestuia să se întâlnească.
Forma rezultată este echivalentă din punct de vedere topologic cu un 2-tor euclidian (o formă de gogoașă). Însă, spre deosebire de acesta, toate părțile suprafeței sale sunt deformate identic. Pe un tor, suprafața din jurul „găurii” este deformată cu curbură negativă, în timp ce suprafața exterioară este deformată cu curbură pozitivă. Ea nu poate fi încorporată fără distorsiuni în spațiul tridimensional, deoarece necesită două grade de libertate în plus față de suprafața sa bidimensională ca ambele perechi de margini să fie unite.
Duocilindrul poate fi construit dintr-o 3-sferă prin „tăierea” umflăturii 3-sferei de pe ambele părți ale crestei. Analogul acestui lucru pe o 2-sferă este de a desena cercuri de latitudine la ±45° și de a tăia partea dintre ele, lăsând în loc un perete cilindric și de a tăia vârfurile, lăsând discuri plate (rămâne un cilindru, gol). Această operație este echivalentă cu eliminarea vârfurilor/piramidelor selectate din politopuri, dar deoarece cele 3 sfere sunt netede/regulate, operația trebuie generalizată.
Unghiul diedru dintre cele două hipersuprafețe tridimensionale de pe ambele părți ale crestei este de 90°.

### Proiecții
Proiecțiile paralele ale duocilindrului în spațiul tridimensional și secțiunile sale transversale cu spații tridimensionale formează ambele cilindri. Proiecțiile în perspectivă ale duocilindrului formează forme asemănătoare unui tor cu „gaura” umplută.

### Relația cu alte forme
Duocilindrul este forma limită a duoprismelor pe măsură ce numărul de laturi din prismele poligonale constitutive se apropie de infinit. Prin urmare, duoprismele sunt bune aproximații politopice ale duocilindrului.